# Solviksbadet

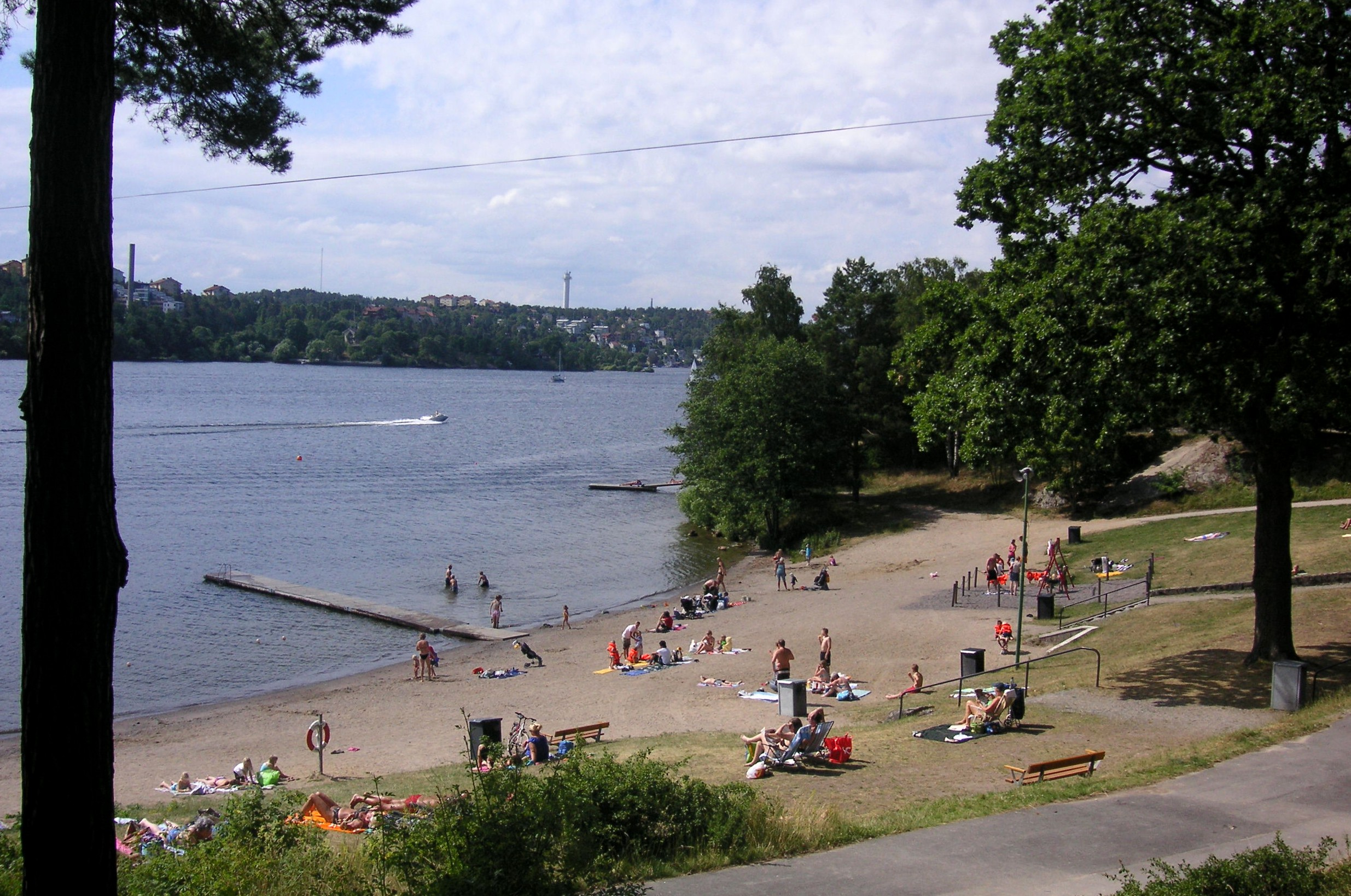
Solviksbadet på sommaren 2008.

Solviksbadet är ett allmänt strandbad som ligger i en grund vik i Mälaren i stadsdelen Smedslätten i Västerort inom Stockholms kommun. Sandstranden är 150 meter lång och inte särskilt grund. Från badet ser man Hägersten och Mälarhöjden tvärs över Mälaren. Solviksbadets dambad är ett nakenbad för kvinnor med brygga, omklädningshytter, kalldusch och toalett. Badet ligger inom Ålstensskogen inte långt från Nockebybanans hållplats "Smedslätten". Innan man kommer fram till badet passerar man Solviksängen. Vid badet finns en sandstrand med två bryggor samt en liten flytbrygga, WC, utedusch, gungor och bangolf. För bilburna finns en parkering. I anknytning till badet finns ett utegym.   Vid Solviksbadet finns även ett motionsspår på 1,760 km, och ligger i anslutning vid Alviksvägen i Smedslätten. 

## Historik

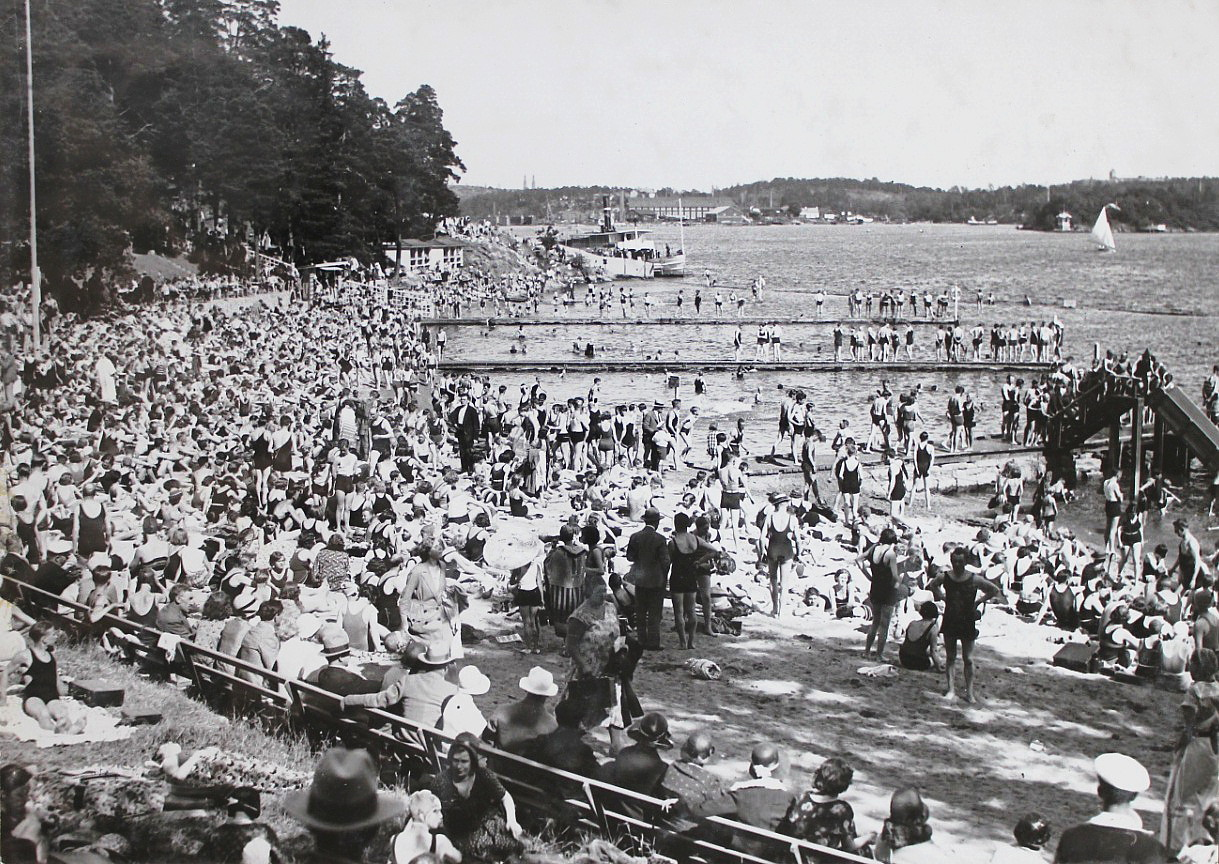
Solviksbadet en julidag 1931.

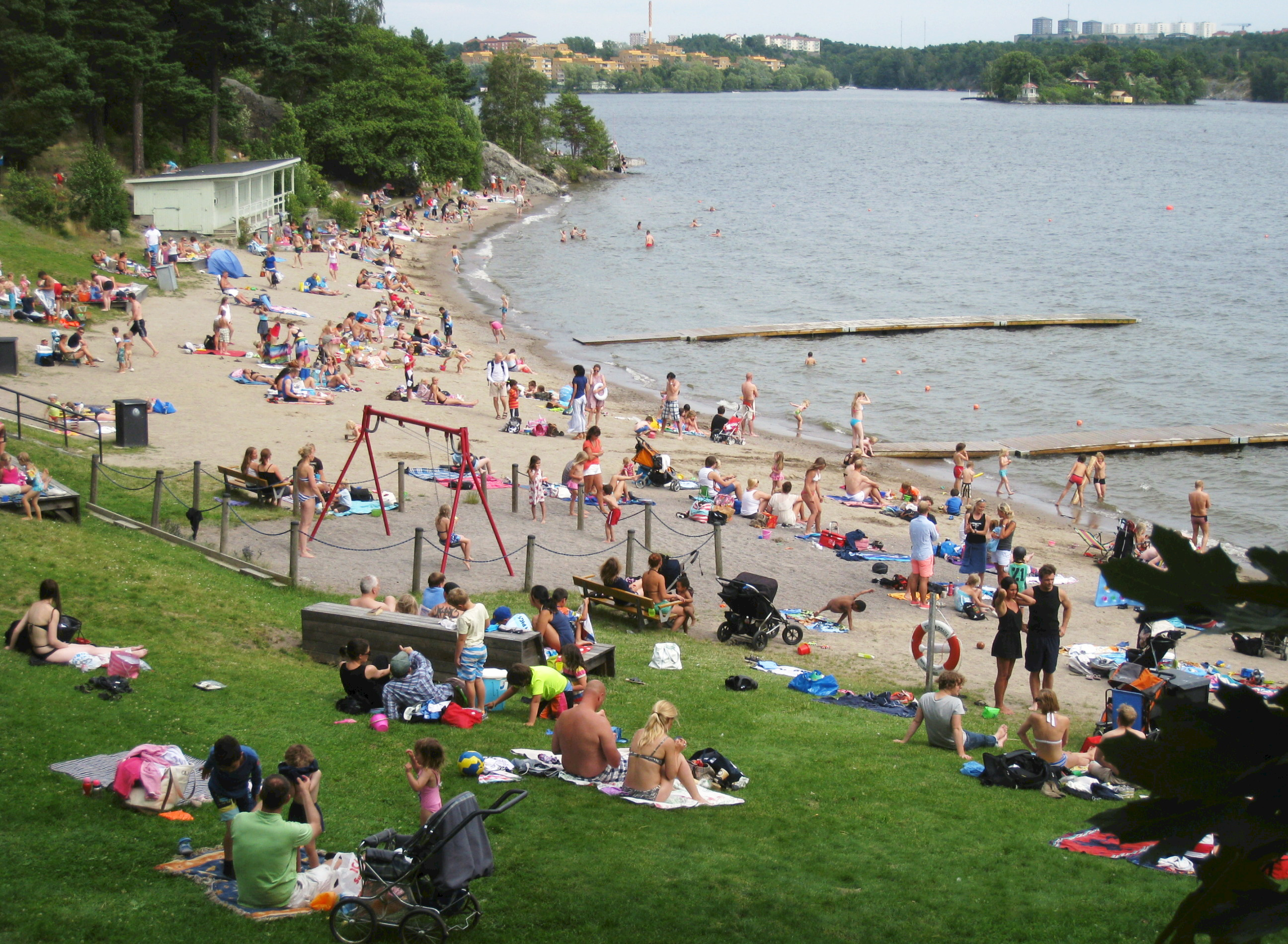
Solviksbadet en julidag 2012.

Solviksbadet öppnades 1925 och var då det första mera ordnade gemensamhetsbadet i Stockholm. Från början var det en liten sandstrand. Solviksbadet blev officiellt bad 1929. Inför sommaren 1930 utvidgades badet med flera och bättre omklädningshytter och med en ny entrébyggnad. Samtidigt inhägnades området för att kunna ta en inträdesavgift på 10 öre av badgästerna. 1932 övertog Idrottsstyrelsen förvaltningen av badet och området utökades ytterligare västerut och badbryggor anskaffades. Här fanns under 1930- och 1940-talen bland annat en brygga med hopptorn så att man kunde avlägga prov i simkunskap för att erhålla både kandidat- och magistervärdighet.
En vacker och varm sommardag kunde mer än 6 000 personer besöka badet. De gamla ekarna vid den tidigare restaurangen inom Solviksbadets område fanns givetvis innan själva badet öppnades. Innan Solviksbadet ordnades hade det varit platsen för Fanny Hirschs minne, ett hem för kvinnliga psykiskt sjuka. Fanny Hirsch var ingenjören Oscar Hirschs tidigt bortgångna maka. 1919 hade man disponerat villan inom nuvarande Solviksbadets område och 1927 övertog man Herman Ygbergs båda villor, Skogsbo, i Ålstensskogens område och som innehöll en större och en mindre villa.
Från sommaren 1956 och fram till 1980-talet var badet avstängt för strandbad på grund av föroreningar och mängden kolibakterier i Mälarens vatten. Mälarvattnet var förstört av kloakvatten. Man hade istället en plastbassäng ute i Mälaren med bryggor som ledde ut till bassängen. Vattnet i bassängen fick då samma temperatur som vattnet i Mälaren. Även vågorna från förbipasserande båtar fortplantade sig i plastbassängen. I ett tidningsreportage i Expressen från 15 juli 2006 fick Solviksbadets badvatten bästa betyg. Bara ett år tidigare hade yttervattenstatusen varit av betydligt sämre kvalitet, då koncentrationen av tributyltenn legat över högstanivån (1,5 ng/l).
Bland Stockholms dykare är Solviksbadet omtyckt som ett mycket lätt dykområde som väl passar för dykutbildning. Det är även lämpligt för nattdyk då det är lätt att komma till och dessutom är nära stan. Runt själva badplatsen och runt bryggan är det sandbotten och längre ut naturbotten som varierar och består av sand, grus och sten.

### Solviksvillan

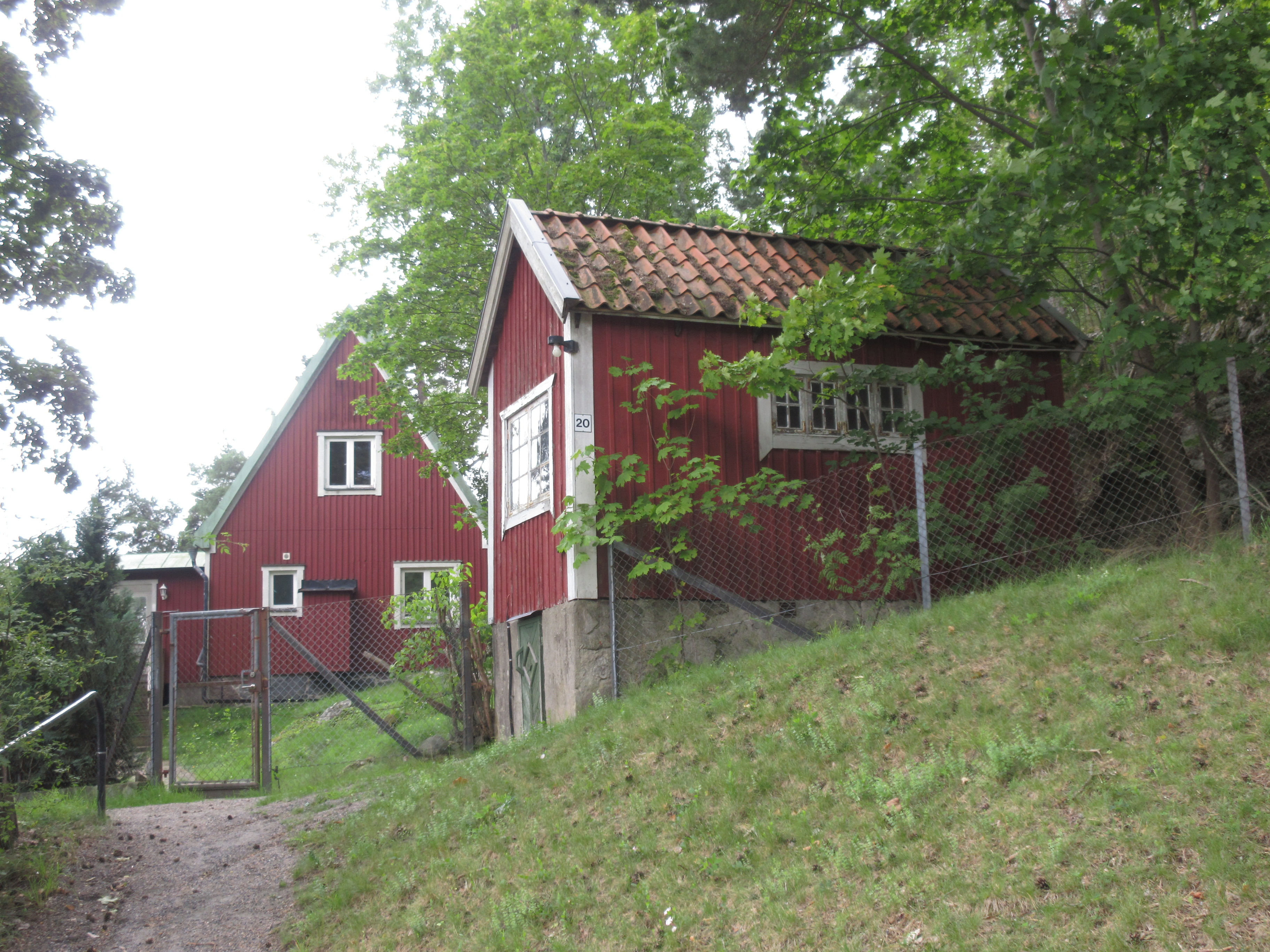
Solviksvillan med uthus från öster vid på tomten Ålsten 1:1 vid Ålstens skogsväg 20 är sedan 19 maj 2022 grönmarkerad.

I anslutning till Solviksbadet ligger ett mindre bostadshus från tidigt 1900-tal och som idag betecknas som Solviksvillan. Från 1930-talet och framåt fungerade byggnaden som vaktmästarbostadstad för Solviksbadet, men den uppfördes som privatbostad. Villan ligger en liten bit från Mälaren där idag badet möter rekreationsområdet Ålstensskogen. På tomten där villan ligger vid Ålstens Skogsväg 20 finns även ett äldre uthus. Troligtvis uppfördes Solviksvillan som sommarbostad och det intilliggande uthuset någon gång under 1910-talet. In på 1920-talet var nybebyggelse utmed Mälarstranden funktionen som sommarbostad. Byggnaden har ingen egen fastighetsgräns, men den ingår idag i den stora stadsägan Ålsten 1:1. I början av 1900-talet fanns vid Solvik tre villor, en vid vattnet och två på högre mark. De två nordliga byggnadernas mer betydande läge kan antyda att det var de som användes av de sommarboende. De husen inramas av en anlagd trädgård med trappor och grusgångar. I norr löper de samman i en tidstypisk rundel. 
På Stadsmuseets kulturhistoriska klassificeringskarta är Solviksvillan och uthuset på tomten markerade med grönt. Grön är den näst högsta klassen och innebär att bebyggelsen bedöms vara särskilt värdefull från historisk, kulturhistorisk, miljömässig eller konstnärlig synpunkt.  Klassificeringen för Solviksvillan fastställdes 2022-05-19. Stadsmuseets klassificering är ett expertutlåtande och ett kunskapsunderlag. Hela stadsdelen Smedslätten är i Översiktsplan
Stockholm utpekat som en kulturhistoriskt värdefull miljö.

### Historisk fornlämning
I Ålstensskogen, som gränsar till Solviksbadet, finns det en fornlämning i form av ett röse från bronsåldern, 1800–500 f.Kr. med koordinaterna 59°18′55.13″N 17°57′32.30″Ö / 59.3153139°N 17.9589722°Ö. Röset ligger inom stadsdelen Smedslätten, liksom ett flertal andra fornlämningar i Smedslätten.
Röset (RAÄ 3) ligger på en klippa och är den enda säkert kända bronsåldersgraven i Stockholm. Mer specifikt är röset från den yngre bronsåldern, 1100–500 f.Kr. Man vet att röset är från bronsåldern på grund av placeringen, höjden och läget över havet. Röset är placerat på den allra högsta bergstoppen i Ålstensskogen, på en moränbunden bergrygg nordväst om Solviksbadet. Nu ligger röset 30 meter över havet, men till en början låg det 15 meter över havet. Förut var röset mycket större och högre men har med tiden minskat då det raserats. Röset har en diameter på 8 meter och är 0,6 meter högt.

## Bildgalleri Solviksbadet

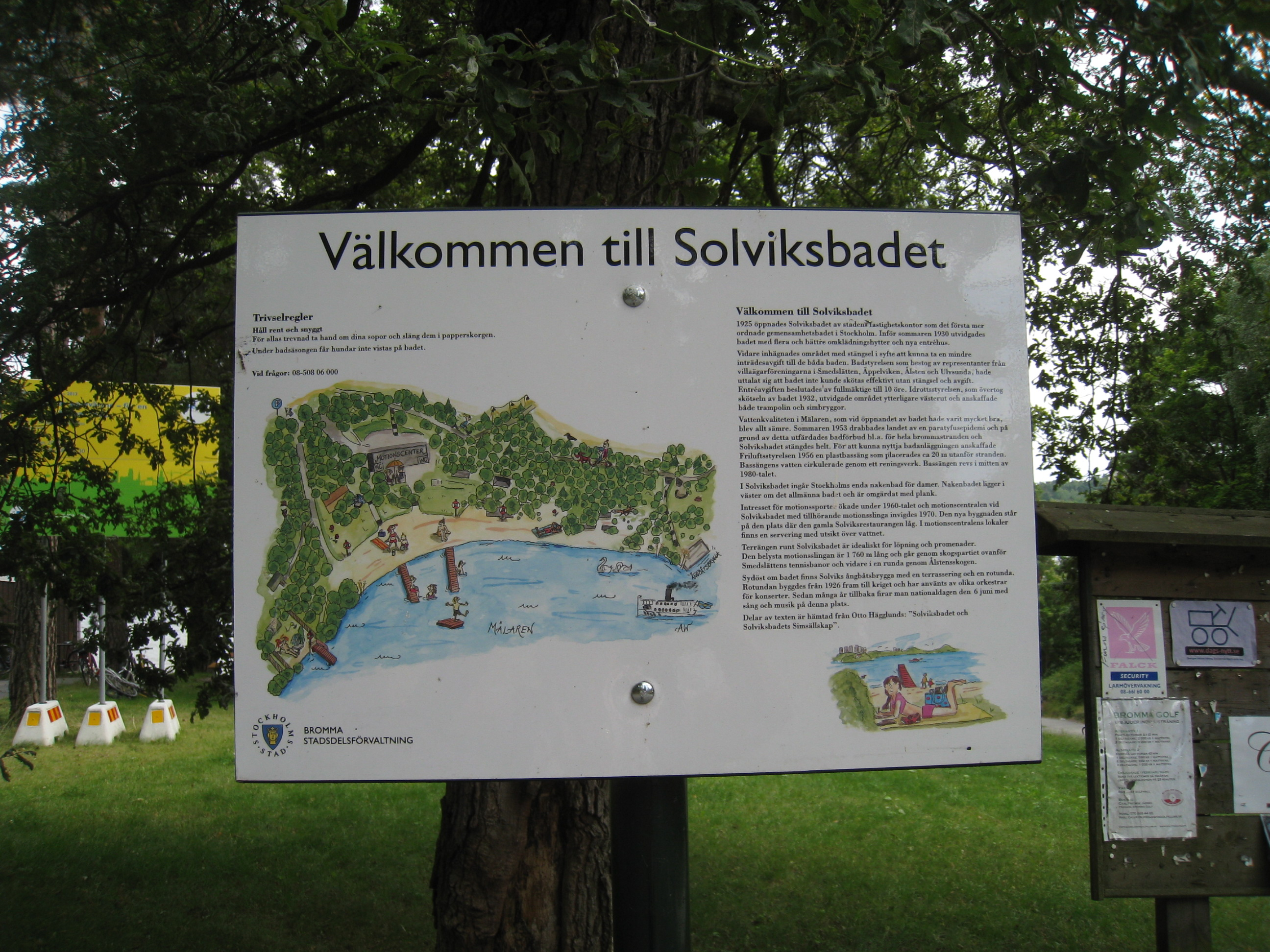
Informationsskylt.
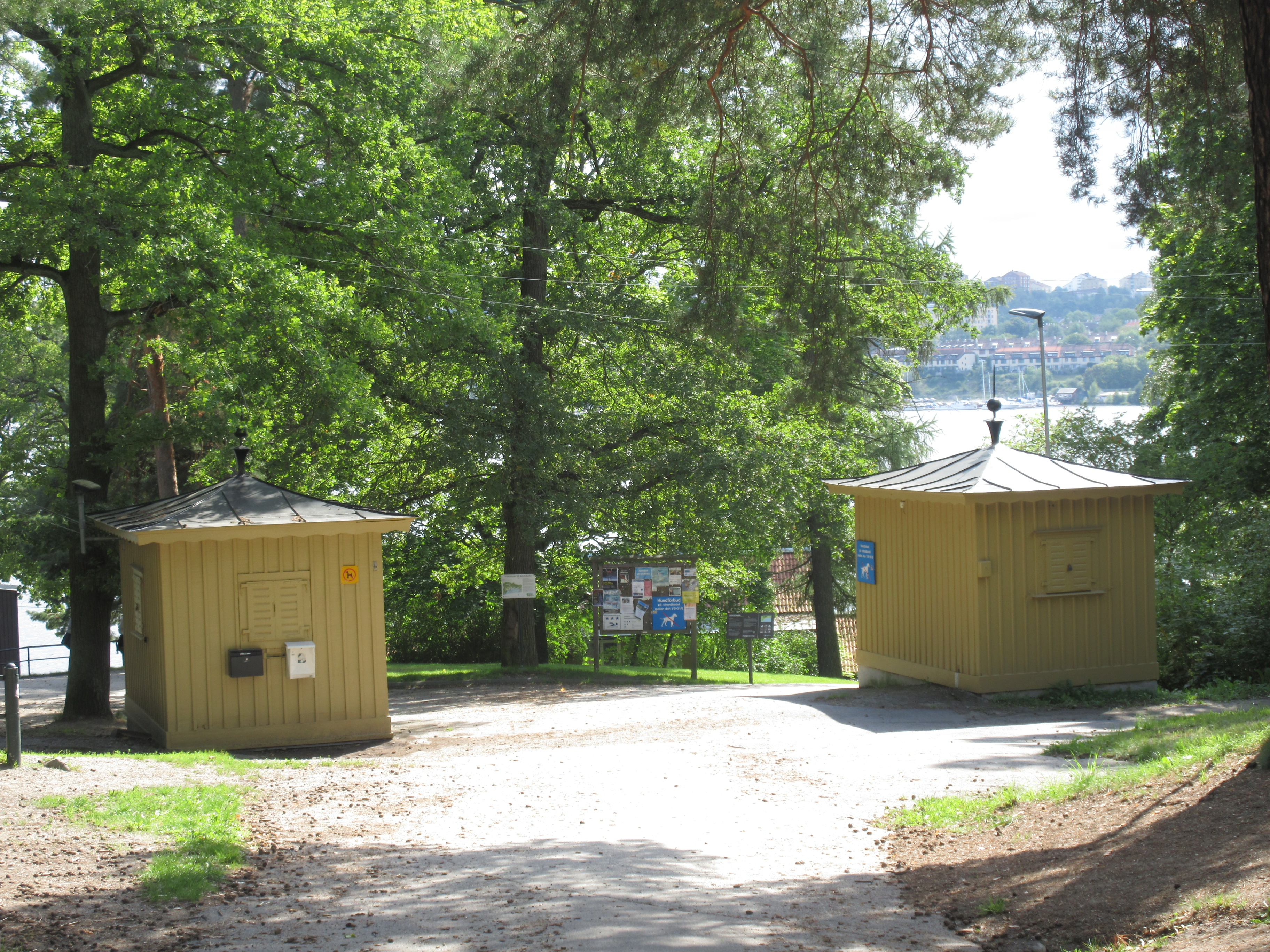
Entrébyggnaderna byggdes på 1930-talet, då det även fanns järngrindar till det inhägnade området.
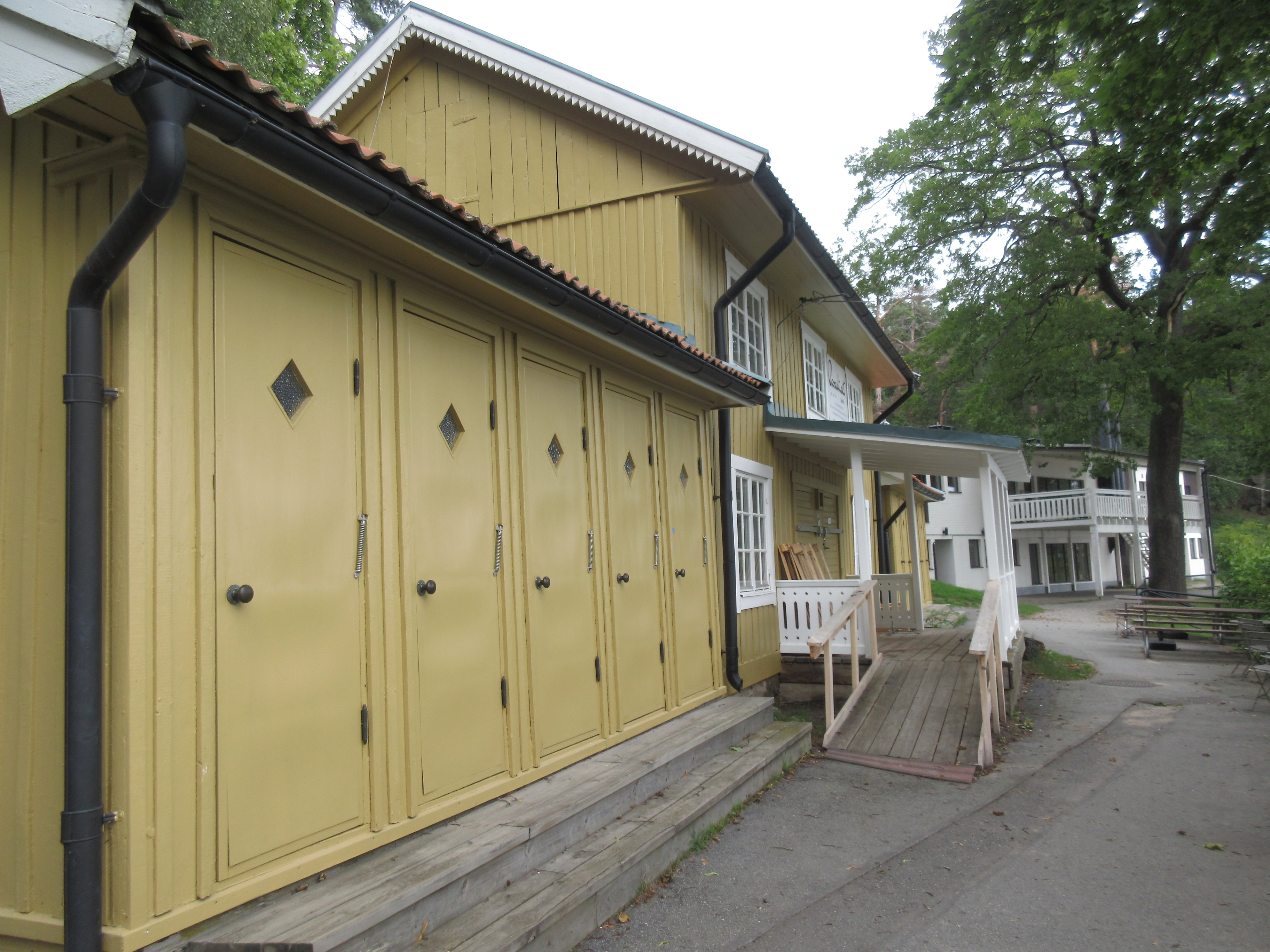
Gula villan byggdes på 1880-talet, den kompletterades på 1930-talet med nio omklädningshytter.
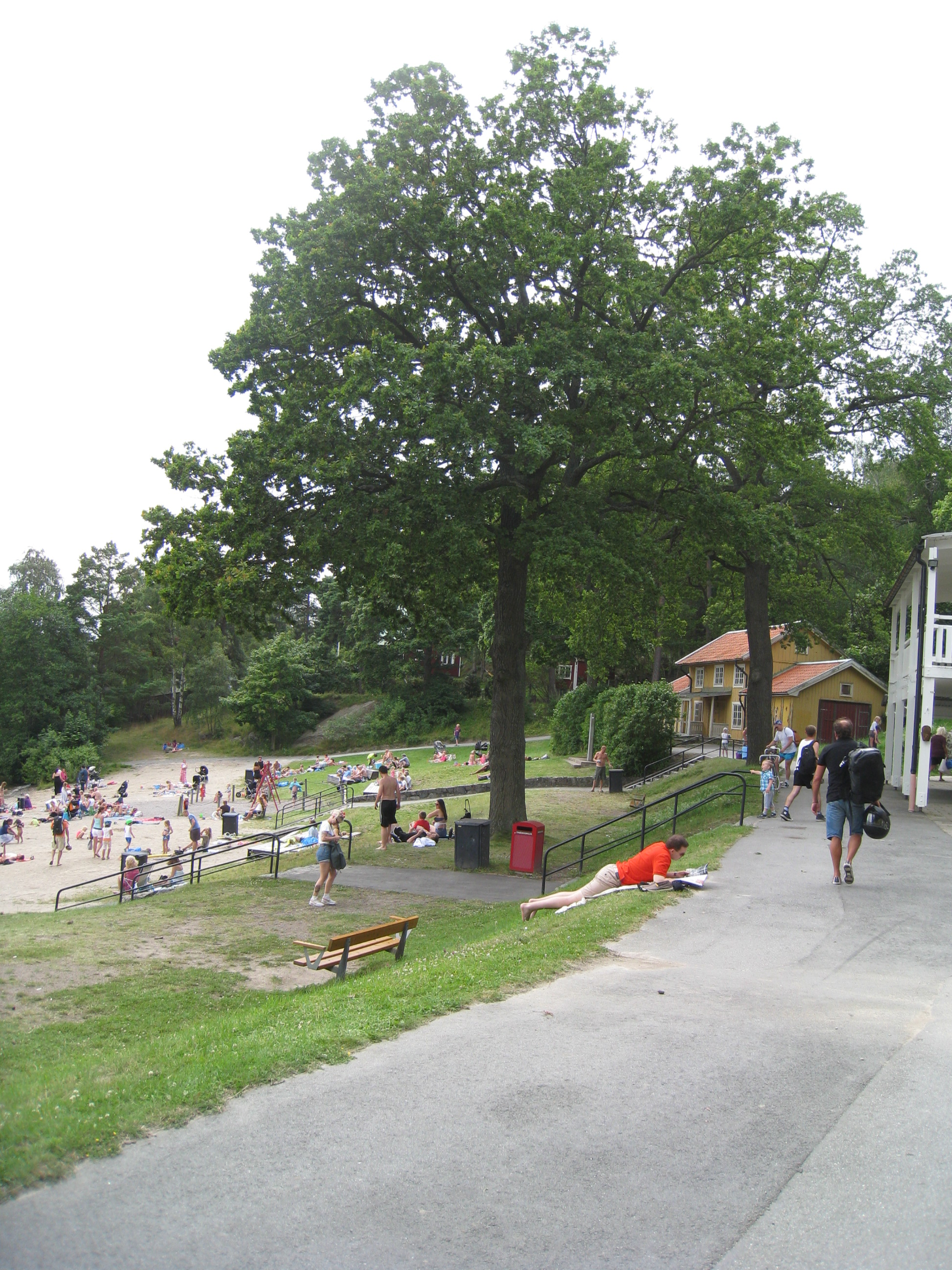
De gamla ekarna inom Solviksbadets område.
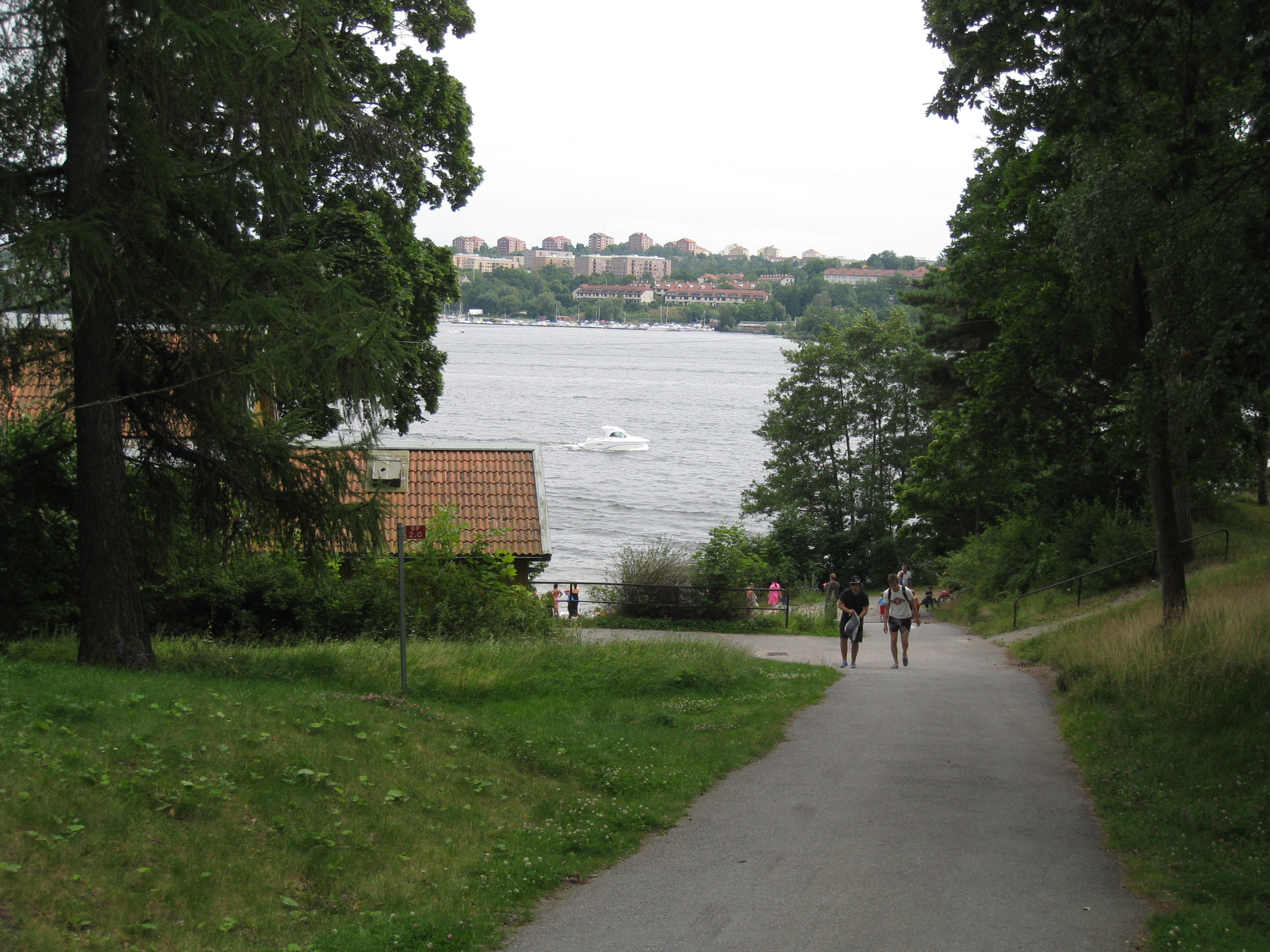
Backen ned till stranden.
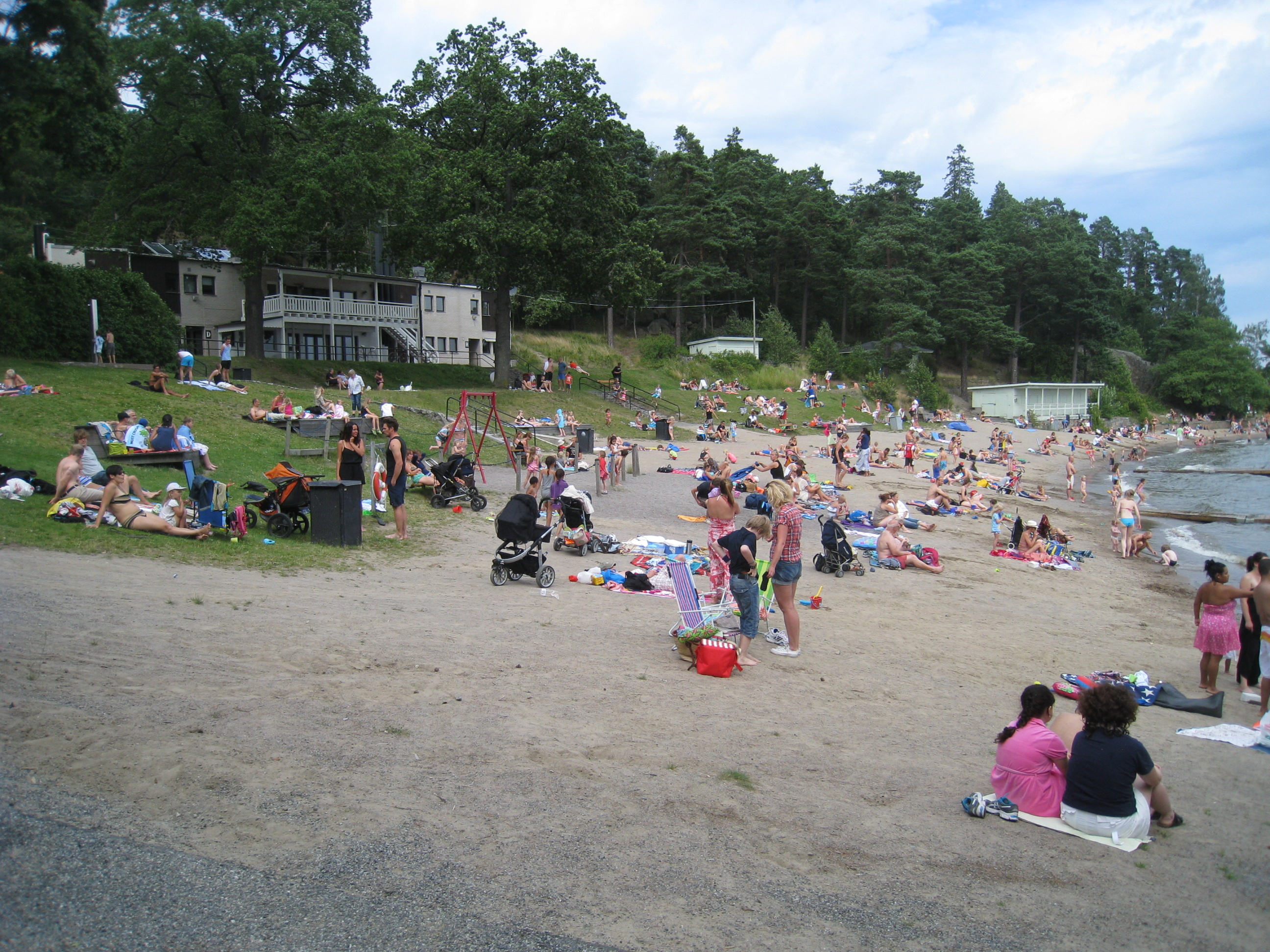
Sandstranden.
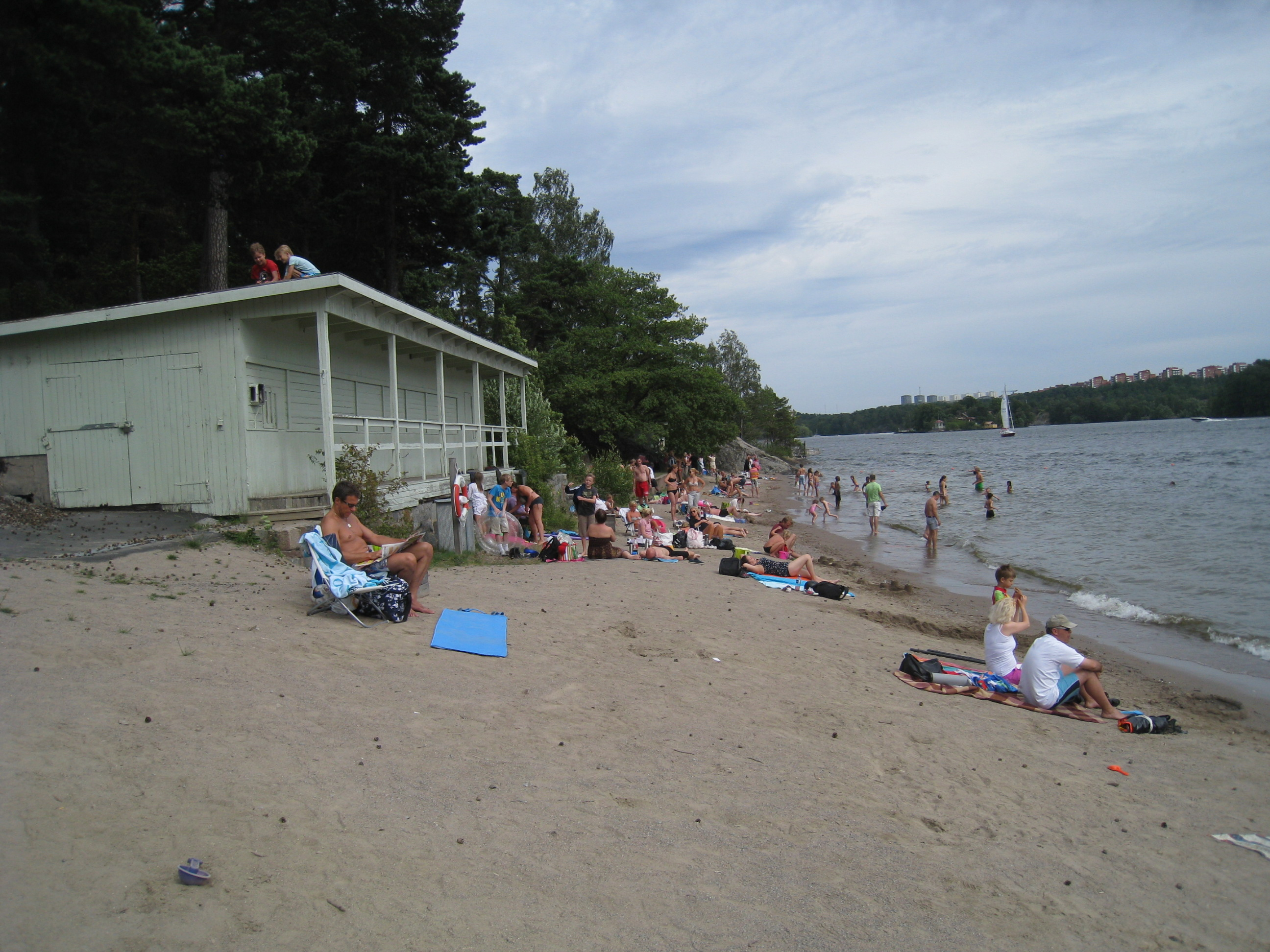
Sandstranden vid den östra delen av badet.
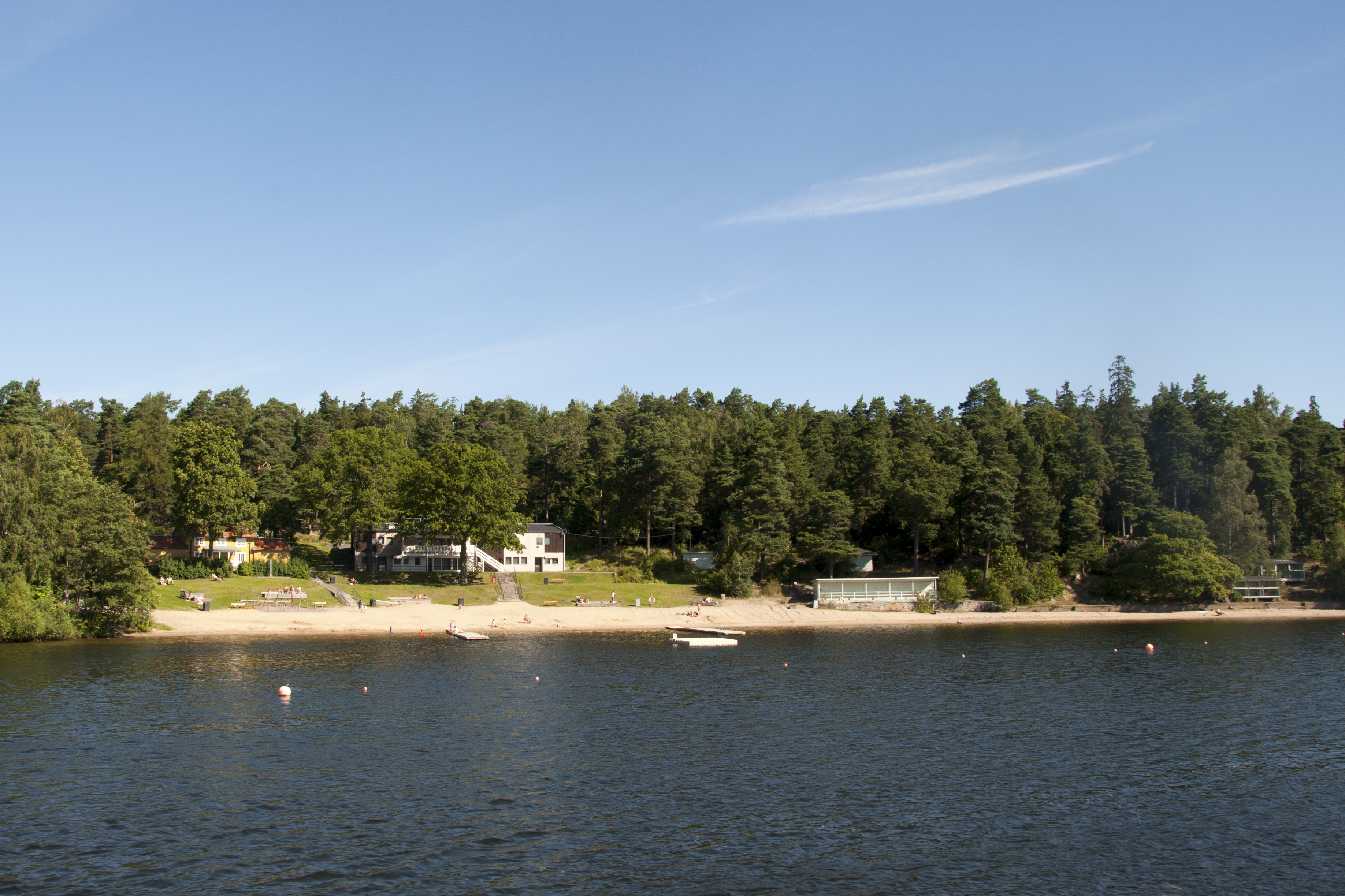
Badet sett från Mälaren.